# الباتريسك
بلدية الباتارّيك (بالكاتالانية: Albatàrrec) هي بلدية صغيرة تقع في قطلونيا في إسبانيا.